# Награда „Небојша Глоговац”
Награда „Небојша Глоговац” је позоришна награда Југословенског драмског позоришта која се традиционално додељује једном годишње сваког 3. априла од 2021. године.

## Опште информације
Награда је установљена и први пут додељена 3. априла 2021. године, а додељује се на Дан Југословенског драмског позоришта уз помоћ Града Београда.
Носи име по прваку драме ЈДП Небојши Глоговцу (Требиње, 30. август 1969 — Београд, 9. фебруар 2018) српском филмском, телевизијском и позоришном глумцу.
Награда је први пут додељена за изузетну уметничку креацију младог глумца, а добио ју је српски глумац Миодраг Драгичевић за улогу Каспара у истоименој представи. Дана 3. априла 2022. године Награда „Небојша Глоговац” додељена је глумицама Јовани Беловић и Сањи Марковић за по пет улога које играју у представи Мој муж коју је режирала Јована Томић.
Године 2023. на 75. рођендану Југословенског драмског позоришта, „Награда Небојша Глоговац” уручена је Јоакиму Тасићу, за улоге у позоришним представама Едип и Тит Андроник.
Године 2024. награда је додељена глумцу Теодору Винчићу за улогe Глeна Гулда у прeдстави Губитник; Трубача Мајна, Кобјeлe, Поручника Хeрцога, Ханзикe Колина, Жандара 2, Чиновника 1, Прасeта, Учeника, Стeфана Бронског, Руса 2 и Тeодора у прeдстави Лимeни добош; и Монфлeрија и Калуђeра у прeдстави Сирано.